# Liste der Monuments historiques in Fleury-devant-Douaumont
Die Liste der Monuments historiques in Fleury-devant-Douaumont führt die Monuments historiques in der französischen Gemeinde Fleury-devant-Douaumont auf.

## Liste der Immobilien
| Bezeichnung                          | Beschreibung | Standort                           | Kennzeichnung | Schutzstatus | Datum | Bild           |
| ------------------------------------ | --- | ---------------------------------- | ------------- | ------------ | ----- | -------------- |
| Beinhaus von Douaumont               | Gedenkstätte aus Beinhaus, Friedhof und katholischer Kapelle; von 1920 bis 1932 angelegt, Architekten Léon Azéma, Jacques Hardy und Max Edrei | nordöstlich der Ortswüstung (Lage) | PA55000002    | Classé       | 1996  | weitere Bilder |
| Denkmal für die jüdischen Gefallenen | 1938 errichtet | westlich des Beinhauses (Lage)     | PA55000001    | Classé       | 1996  | weitere Bilder |

## Liste der Objekte
| Bezeichnung                                             | Beschreibung                                                                                     | Standort           | Kennzeichnung | Schutzstatus | Datum | Bild |
| ------------------------------------------------------- | ------------------------------------------------------------------------------------------------ | ------------------ | ------------- | ------------ | ----- | ---- |
| Kelch und Patene (1)                                    | Silber, vergoldet, bezeichnet 1939                                                               | im Beinhaus (Lage) | PM55001146    | Classé       | 1995  |      |
| Weißer Ornat                                            | Kasel, Stola, Manipel, Kelchvelum und Bursa; Seide, bestickt, zweite Hälfte des 17. Jahrhunderts | im Beinhaus (Lage) | PM55001242    | Classé       | 1998  |      |
| Altarkreuz und sechs Leuchter                           | Bronze, zwischen 1930 und 1940                                                                   | im Beinhaus (Lage) | PM55002590    | Inscrit      | 2005  |      |
| Skulptur Vue la Guerre                                  | Bronze, 1923 von Charles de Pouvreau-Baldy                                                       | im Beinhaus (Lage) | PM55002749    | Inscrit      | 2016  |      |
| Vier Heiligenskulpturen                                 | Stein, 1931 von Elie Jean Vézien                                                                 | im Beinhaus (Lage) | PM55001182    | Classé       | 1997  |      |
| Kelch und Patene (2)                                    | Silber, zweites Viertel des 20. Jahrhunderts                                                     | im Beinhaus (Lage) | PM55001147    | Classé       | 1995  |      |
| Roter Ornat                                             | Kasel, Stola und Manipel; Seide, bestickt, 20. Jahrhundert                                       | im Beinhaus (Lage) | PM55001243    | Classé       | 1998  |      |
| Glocke Louise Anne Charlotte                            | auch Bourdon de la Victoire genannt; Bronze, 1927 gegossen                                       | im Beinhaus (Lage) | PM55001145    | Classé       | 1996  |      |
| Minenwerfer                                             | Leichter Minenwerfer 7,58 cm neuer Art, zwischen 1916 und 1918                                   | im Beinhaus (Lage) | PM55001315    | Classé       | 1999  |      |
| Kelle für die Grundsteinlegung der katholischen Kapelle | mit Etui; Silber, Holz, bezeichnet 1920                                                          | im Beinhaus (Lage) | PM55002748    | Inscrit      | 2016  |      |
| Pietà                                                   | Stein, 1931 von Elie Jean Vézien                                                                 | im Beinhaus (Lage) | PM55001197    | Classé       | 1997  |      |